# Aristolochia killipiana
Aristolochia killipiana är en piprankeväxtart som beskrevs av Otto Christian Schmidt. Aristolochia killipiana ingår i släktet piprankor, och familjen piprankeväxter. Inga underarter finns listade i Catalogue of Life.